# KMN Gorica
Il KMN Gorica è una squadra di calcio a 5 slovena che milita nel campionato sloveno di calcio a 5.
Ha vinto il suo primo titolo di Slovenia nel 2008, giungendo l'anno successivo anche alla fase Elite Round della UEFA Futsal Cup.

## Rosa 2008-2009
| N. |                               | Ruolo | Calciatore        |
| -- | ----------------------------- | ----- | ----------------- |
| 8  | Slovenia (bandiera)           | G     | Slaviša Božič     |
| 11 | Macedonia del Nord (bandiera) | G     | Borut Brozina     |
| 14 | Slovenia (bandiera)           | G     | Gorazd Drobnic    |
| 9  | Slovenia (bandiera)           | G     | Slaviša Goranovic |
| 6  | Slovenia (bandiera)           | G     | Rok Grzelj        |
| 4  | Slovenia (bandiera)           | G     | Gorazd Kuric      |
| 19 | Slovenia (bandiera)           | G     | Nenad Kurtic      |

| N. |                     | Ruolo | Calciatore        |
| -- | ------------------- | ----- | ----------------- |
| 10 | Slovenia (bandiera) | G     | Sevzet Mehic      |
| 7  | Slovenia (bandiera) | G     | Igor Osredkar     |
| 1  | Slovenia (bandiera) | P     | Alan Pertovt      |
| 13 | Slovenia (bandiera) | G     | Slaven Radiskovic |
| 5  | Slovenia (bandiera) | G     | Asmir Sukanović   |
| 22 | Slovenia (bandiera) | P     | Darko Tokic       |

## Palmarès
- Campionato sloveno: 1
  - 2007-08
- Coppa di Slovenia: 1
  - 2008-09